# Kel Ayr

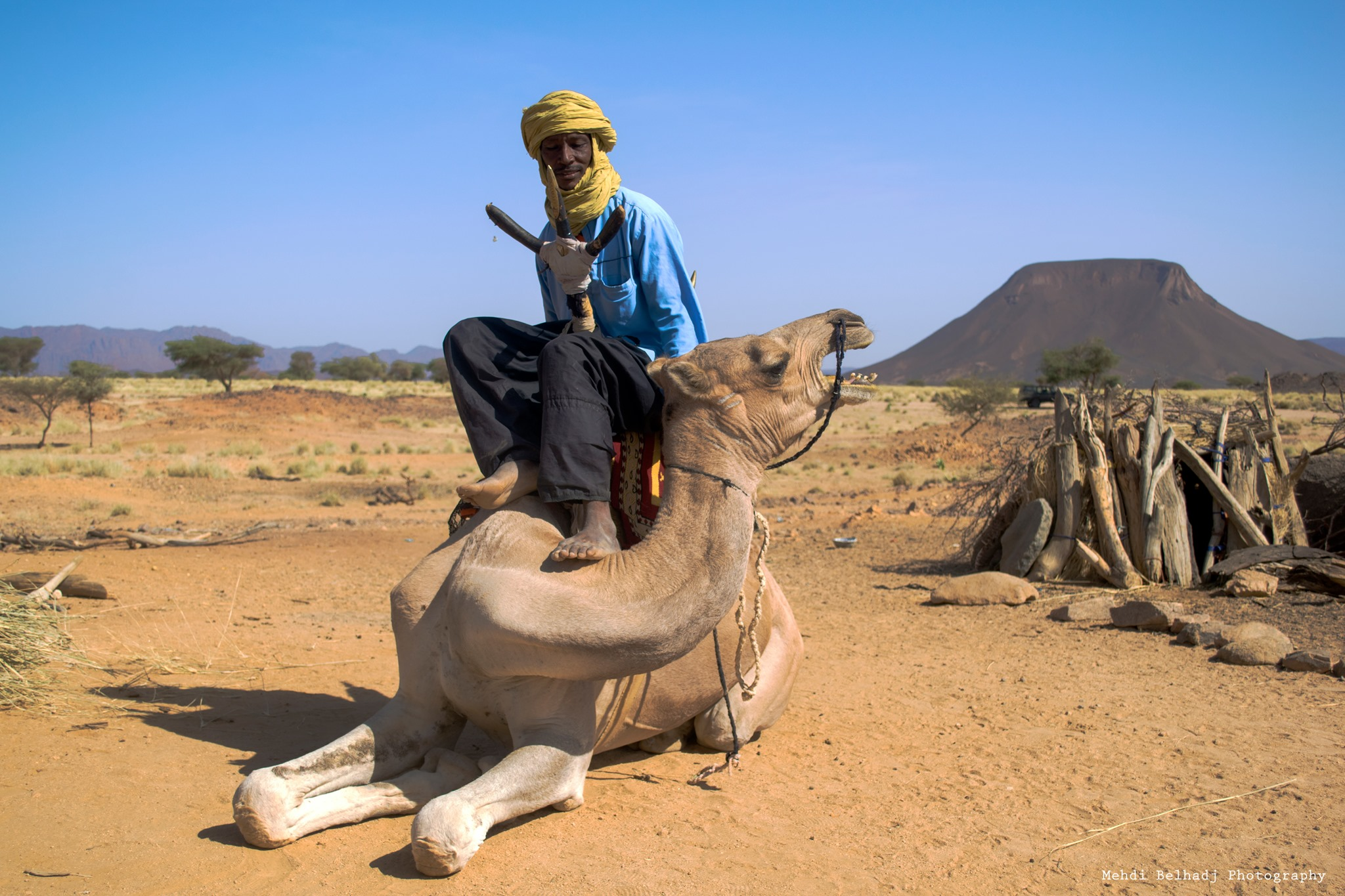

I Kel Ayr scritto anche Kel'Aïr sono una confederazione semi-nomade Tuareg abitanti nel massiccio montuoso dell'Aïr che si trova nel nord del Niger.

## Tribù di Kel Ayr
- Kel Gharous
- Kel Tadele
- Kel Tamat
- Kel Fadey
- Igdalen
- Kel Ferwan